# Roger Marshall
Roger Wayne Marshall (Kansas, 9 de agosto de 1960) é um político e médico norte-americano que atua como senador júnior do Kansas desde 2021. Membro do Partido Republicano, ele serviu de 2017 a 2021 como representante dos EUA para o 1º distrito congressional do Kansas, um distrito principalmente rural que cobre grande parte das partes oeste e norte do estado.
Marshall foi eleito pela primeira vez para o Congresso em 2016, derrotando Huelskamp nas primárias republicanas para o 1º distrito congressional do Kansas. A 7 de setembro de 2019, ele anunciou a sua candidatura ao Senado dos Estados Unidos nas eleições de 2020; ele procurou o lugar sendo desocupado por Pat Roberts. Marshall venceu as primárias republicanas de 4 de agosto e foi eleito a 3 de novembro, derrotando a candidata democrata Barbara Bollier. Marshall foi empossado a 3 de janeiro de 2021.
A 6 de janeiro de 2021, Marshall juntou-se a um grupo de senadores republicanos liderados por Josh Hawley e Ted Cruz em apoio às objeções aos votos eleitorais da Pensilvânia e do Arizona, ambos esmagadoramente rejeitados pelo Senado, 92-7 e 93-6, respetivamente.

## Educação e infância
Marshall nasceu em El Dorado, Kansas. Estudou no Butler Community College antes de frequentar a Kansas State University, onde formou-se em bioquímica e foi membro da Beta Theta Pi. Ele recebeu o seu doutoramento em medicina pela Universidade do Kansas. Concluindo uma residência em obstetrícia e ginecologia no Bayfront Medical Center em São Petersburgo, Flórida.
Marshall atuou como presidente do conselho do Great Bend Regional Hospital e vice-presidente do Farmers Bank and Trust, e foi governador distrital do Rotary International. Também serviu sete anos na Reserva do Exército dos Estados Unidos, atingindo o posto de capitão.

## Senado dos Estados Unidos

### Eleições

#### 2020
Em setembro de 2019, Marshall anunciou que desistiria da sua cadeira na Câmara para concorrer à vaga no Senado, sendo destituído pelo candidato a quatro mandatos Pat Roberts. Nas eleições primárias republicanas Marshall enfrentou Kris Kobach, um ex-secretário de Estado polarizador do Kansas e aliado de Donald Trump conhecido pelas suas opiniões de extrema-direita. Líderes republicanos do Senado, temendo que a nomeação de Kobach colocasse em risco a sua maioria no Senado, instou Trump a endossar Marshall; Trump não o fez. A Câmara de Comércio dos EUA, o Kansas Farm Bureau e várias organizações anti-aborto apoiaram Marshall. O Comitê Nacional Republicano do Senado lançou um grande esforço de contato eleitoral ("Operação Pradaria Queimada") em nome de Marshall fazendo 2,3 milhões de contatos únicos de eleitores via texto e robocalls na semana anterior à eleição.
As campanhas rivais e grupos externos (super PACs) gastaram milhões em anúncios de ataque; as primárias estavam previstas para fechar, mas Marshall acabou vencendo por 14,2 pontos percentuais com 40,3% dos votos, embora o segundo colocado (Kobach) e o terceiro colocado (o encanador de Kansas City Bob Hamilton) tenham combinado para um total maior. Marshall ganhou todos, menos um condado a oeste de Emporia. No condado de Sedgwick, que contém Wichita, ele venceu Kobach por 47% a 26%. Ele perdeu por maioria no Condado de Wyandotte, que contém Kansas City, e por pluralidades na maioria dos condados no leste do Kansas.

### Comitês
- Comité de Energia e Recursos Naturais
  - Subcomité de Energia
  - Subcomité de Água e Energia
- Comité de Agricultura, Nutrição e Silvicultura
- Comissão de Saúde, Educação, Trabalho e Pensões
  - Subcomité de Crianças e Famílias
  - Subcomité de Segurança Primária em Saúde e Aposentadoria
- Comissão de Pequenas Empresas e Empreendedorismo do Senado